# 엔테로코커스 패시움
엔태로코커스 패시움(Enterococcus faecium)은 장내구균에 속하는 그람 양성균이며, 감마 용혈성 또는 비용혈성을 보인다. 이 세균은 인간과 동물의 위장관에서 무해하여 공생할 수 있지만 병원성일 수도 있어 신생아 수막염이나 심내막염과 같은 질병을 일으킬 수 있다.
반코마이신에 내성을 가지는 엔테로코커스패시움움은 종종 반코마이신 내성 장알균(Vancomycin-resistant Enterococcus, VRE)라고 한다.

## 병원성
엔테로코커스 패시움은 다약제 내성이 발달해 있으며 경쟁 세균을 억제하기 위해서 세균의 부착을 조절하는 피브린, 단백질, 탄수화물을 분해하는 효소를 가지고 있다. 이러한 효소는 세균의 독력인자로서 집락화 및 분비 인자의 일종이다. 장내구균 표면 단백질(Enterococcal surface protein, Esp)은 박테리아가 응집하여 미생물막을 형성하도록 한다. 다른 독력인자에는 응집 물질(AS, aggregation substance), 시토솔린(cytosolin), 젤란티네이스(gelantinase)가 있다. AS는 세균이 표적 세포에 결합하도록 하고 세포간의 유전 물질 전달을 촉진한다.

## 반코마이신 내성 장구균 (VRE)
엔테로코커스 패시움은 미국에서 다제내성 장내구균 감염의 주요 원인으로 엔테로코커스 패칼리스(Enterococcus faecalis)보다 많은 수를 차지하였다. 중환자실의 약 40%가 의료기기/기구 관련 감염(중심카테터, 배액 카테터, 인공호흡기 등으로 인한 감염)의 대다수(각각 80% 및 90.4%)가 반코마이신 및 암피실린 내성 E. faecium에 의한 것임이 확인되었다.
VRE의 급격한 증가는 의사가 사용가능한 항생제 종류가 줄어들게 하기 때문에, E. faecium으로 인한 감염과 싸우는 것을 어렵게 만들었다. 미국에서는 VRE에 의한 감염이 빈번하게 발생한다.
VRE에 감염된 사람은 세균을 전염시킬 가능성이 크다. 전염은 주로 세균이 서식하는 신체 부위, 체액이 배설되는지 여부, 의료 종사자가 이러한 신체 부위를 만지는 빈도에 따라 다르다. VRE에 감염된 환자는 적절한 감염 관리 조치가 취하면 다른 환자에게 전파될 위험을 최소화하면서 어떤 치료 환경에서든 치료할 수 있다.
게놈 전체에 걸친 엔테로코커스 패시움 sRNA 연구에 따르면 일부 sRNA는 항생제 내성 및 스트레스 반응과 관련이 있다.

## VRE 증상
VRE 감염을 포함한 엔테로코커스 감염은 감염 위치에 따라 다양한 증상을 유발한다. 여기에는 혈류 감염, 요로감염증(UTI), 카테터나 수술과 관련된 상처 감염이 포함된다. 카테터나 수술과 관련된 상처 감염은 상처 부위의 통증과 부기, 상처 주변의 붉고 따뜻한 피부, 체액 누출을 유발할 수 있다. 요로 감염은 빈번하거나 강렬한 배뇨 충동, 배뇨 중 통증 또는 작열감, 피로, 요통이나 복통을 유발할 수 있다. 혈류 감염은 발열, 오한, 몸살, 메스꺼움과 구토, 설사를 유발할 수 있다.

## 게놈 서열
22개의 시퀀싱된 엔테로코커스 패시움의 게놈은 다음과 같다.
| 균주      | ST  | CC17 | 국가 | 년도   |
| --------- | --- | ---- | ---- | ------ |
| 1,231,408 | 582 | 예   | 없음 | 없음   |
| 1,231,501 | 52  | 아니 | 없음 | 없음   |
| Com15     | 583 | 아니 | 미국 | 2006년 |
| 1,141,733 | 327 | 아니 | 없음 | 없음   |
| 1,230,933 | 18  | 예   | 없음 | 없음   |
| 1,231,410 | 17  | 예   | 없음 | 없음   |
| 1,231,502 | 203 | 예   | 없음 | 없음   |
| Com12     | 107 | 아니 | 미국 | 2006년 |

## 알코올 기반 소독제 내성
2018년에 발표된 연구에 따르면 다약제 내성 엔테로코커스 패시움은 알코올 기반 용액에 내성을 나타낸다. 연구자들은 이것이 E. faecium 감염 증가의 이유라고 추측했으며, 이는 병원 환경에서 E. faecium의 확산을 늦추기 위해 대체 방법이 필요함을 뜻한다. 연구에 따르면 2010년 이후 분리된 세균은 이전에 분리된 균주보다 알코올 기반 소독제에 10배 더 내성이 있다. 그러나 이 연구에서 테스트한 이소프로판올 용액은 대부분의 손 소독제에 사용되는 것보다 낮은 농도의 이소프로판올을 사용했다. 저자는 70% 이소프로판올을 사용하는 손 소독제가 내성을 가지는 균주에 대해서도 최대 강도의 효과를 보인다고 밝혔다. 그러나 E. faecium 전염의 마우스 장 집락화 모델에서는 알코올 내성 E. faecium 이 표준 70% 이소프로판올 표면 소독에 저항하여 알코올에 민감한 E. faecium에 비해 더 많은 마우스 창자 균 감염(집락화)를 일으켰다. 이 연구를 통해 일부 사람들은 미생물이 알코올에 완전히 내성을 갖게 되는 것이 가능한지에 대해 의문을 제기하기도 했다.

## 치료
리네졸리드, 댑토마이신, 타이제사이클린, 스트렙토그라민(퀴누프리스틴/달포프리스틴 등)은 VRE에 대해 활성을 가질 수 있다. 설타미실린으로도 성공적으로 치료할 수 있다.